# (9594) Garstang
(9594) Garstang est un astéroïde de la ceinture principale.

## Description
(9594) Garstang est un astéroïde de la ceinture principale. Il fut découvert le 4 septembre 1991 à Siding Spring par Robert H. McNaught. Il présente une orbite caractérisée par un demi-grand axe de 2,24 UA, une excentricité de 0,09 et une inclinaison de 3,9° par rapport à l'écliptique.

## Compléments